# Irena Kalpas
Irena Kalpas z domu Rolla-Dobińska (ur. 13 sierpnia 1915 w Warszawie, zm. 23 marca 2012 w Warszawie) – polska działaczka społeczna.

## Życiorys
W wieku 10 lat przeprowadziła się z rodzicami do Poznania. Tam podjęła naukę w Gimnazjum Sióstr Urszulanek. 22 lutego 1936 wyszła za mąż za por. Ryszarda Kalpasa. Ślub odbył się w katedrze polowej WP w Warszawie. Po ślubie zamieszkała w Nowym Dworze Mazowieckim, gdzie mieścił się Batalion Elektrotechniczny, jednostka jej męża. W 1939 kpt. Ryszard Kalpas dostał się do niewoli, a 1940 został zamordowany w Katyniu. Nigdy nie wyszła powtórnie za mąż. W początkach sierpnia 1944 wraz z matką została wywieziona do obozu koncentracyjnego w Ravensbrück w Niemczech. Po wojnie wróciła do stolicy, gdzie pracowała w Polskim Radiu, a następnie w telekomunikacji.
W latach 1994–2008 (później nie pozwalał jej na to stan zdrowia) brała udział w organizowanych w Nowym Dworze Mazowieckim uroczystościach katyńskich oraz była współorganizatorką spotkań rodzin oficerów Batalionu Elektrotechnicznego, których 30 zostało zamordowanych w Katyniu i Charkowie.
Jej wspomnienia o przedwojennej Warszawie, kiedy to wiele czasu spędzała w mieszkaniu swojego wujostwa przy ul. Filtrowej 27 oraz o własnych przeżyciach wojennych, spisane przez Marcina Ludwickiego, znalazły się w wydanej w 2007 książce zatytułowanej „F27. Czy tu jeszcze rosną róże?”. Natomiast jej relacje, a także przekazane materiały były bardzo przydatne do ukazania losów oficerów Batalionu Elektrotechnicznego, zamieszczonych w książce zatytułowanej „Pamięć o Katyniu w Nowym Dworze Mazowieckim. Oficerowie Batalionu Elektrotechnicznego zamordowani w Katyniu i Charkowie” autorstwa płk. rez. Alfreda Kabaty, a wydanej przez Urząd Miejski w Nowym Dworze Mazowieckim w 2010.
Irena Kalpas była supernumerarią Opus Dei (2003). Zmarła 23 marca 2012 w Warszawie. Uroczystość pogrzebowa miała miejsce 27 marca 2012. Rozpoczęto ją mszą św. w kościele pw. Niepokalanego Poczęcia Najświętszej Maryi Panny w Warszawie, na którą przybyło liczne grono przyjaciół, znajomych, a także liczne delegacje. Pochowana została w grobie na cmentarzu w Rembertowie k. Tarczyna.

## Nagrody i odznaczenia
- Złoty Medal „Opiekun Miejsc Pamięci Narodowej” (2011)[4];
- Medal „Wdowom Katyńskim” (2011)[7].

## Linkowania zewnętrzne
- Irena Kaplas opowiada swoje świadectwo z 2002 roku , Youtube (2010)